# Duško Pavasović
Duško Pavasović (Split, 15. listopada 1976.), slovenski šahist hrvatskog podrijetla, velemajstor. Prvo je bio hrvatski državljanin, a poslije je uzeo slovensko državljanstvo.
Na slovenskoj je nacionalnoj ljestvici od travnja 2007. bio drugim iza Beljavskog s 2567 bodova.
Po statistikama FIDE sa službenih internetskih stranica od 14. travnja 2012., ima 2557 bodova, 4. je aktivni igrač na ljestvici šahista u Sloveniji, 317. u Europi a 397. na svijetu. 
Velemajstor je od 1999. godine.
Sudjelovao je na četirima šahovskim olimpijadama: 1998. u Erevanu (6/10 na 3. ploči), 2000. u Istanbulu (8,5/12 na 4. ploči), 2002. i 2004. godine. Pojedinačni prvak Slovenije bio je 1999., 2006. i 2007. godine. Drugi je bio 1998. i 2003. godine. Na europskom pojedinačnom prvenstvu u šahu 2007. bio je 4. Imao je najviši rejting na turniru od 2765 bodova. Na europskom momčadskom prvenstvu je sa Slovenijom bio 7. u Batumiju 1999. i 5. u Leonu 2001. godine.
2007. je pobijedio na memorijalu Milana Vidmara.
Bio je član je šahovskog kluba Mravince. 